# Shōta Aoki
Shōta Aoki (japanisch 青木 翔大 Aoki Shōta; * 11. August 1990 in Atsugi) ist ein japanischer Fußballspieler.

## Karriere
Aoki erlernte das Fußballspielen in der Schulmannschaft der Kashima Gakuen High School und der Universitätsmannschaft der Toin University of Yokohama. Seinen ersten Vertrag unterschrieb er 2013 bei Yokohama FC. Der Verein spielte in der zweithöchsten Liga des Landes, der J2 League. Für den Verein absolvierte er drei Ligaspiele. Im Juli 2013 wurde er an den Drittligisten AC Nagano Parceiro ausgeliehen. 2014 wurde er an den Drittligisten FC Ryūkyū ausgeliehen. Für den Verein absolvierte er 32 Ligaspiele. 2015 kehrte er zum Yokohama FC zurück. 2016 wechselte er zu Azul Claro Numazu. Am Ende der Saison 2016 stieg der Verein in die dritte Liga auf. 2019 wechselte er zum Ligakonkurrenten Thespakusatsu Gunma. 2019 wurde er mit dem Verein Vizemeister der dritten Liga und stieg in die zweite Liga auf. Für Thespakusatsu bestritt er insgesamt 87 Dritt- und Zweitligaspiele. Im Januar 2022 wechselte er zum ebenfalls in der zweiten Liga spielenden Blaublitz Akita nach Akita. Nach 68 Ligaspielen wechselte er im Januar 2025 zum Zweitligaabsteiger Thespakusatsu Gunma.